# Леле Мелотті
Габріеле «Леле» Мелотті (італ. Gabriele „Lele“ Melotti; нар. Болонья, 20 вересня 1953) — італійський сесійний барабанщик.

## Біографія
Леле Мелотті почав грати на барабанах ще в підлітковому віці, він виступав у складі гурту, який складався з його друзів, що навчалися у Бухгалтерській школі. Потім він продовжив навчання на ударника в консерваторії міста Болонья, а потім навчався в ударника-педагога Енріко Луккіні. Свою професійну кар'єру Мелотті розпочав, виступаючи в танцювальних ансамблях і у біг-бенді консерваторії.
Співпрацював з безліччю артистів: Джіджі Д'Алессіо, «Tazenda», Джуні Руссо, Міа Мартіні, Макс Гадзе, Аль Бано і Роміна Павер, Ріккардо Фольї, Тото Кутуньйо, Ірен Фарго, Фабріціо Вогера, Массімо Ді Катальдо, Даніло Амеріо, Лука Мадонія, Алессандро Каніно, Франко Фазано, Паоло Карта, Алессандро Боно, Лігея, Массімо Бубола, Дольченера, Фйордалізо, Алеандро Бальді, Умберто Тоцці, Франческа Алотта, Крістіано Де Андре, Андреа Бочеллі, Клаудіо Лоллі, Лука Карбоні, Франко Баттіато, Самуеле Берзані, Рон, Донателла Ретторе, Анна Татанджело, Фіорелло, Франческо Ренга, Раф, Джорджа, Паола Турчі, Андреа Мінгарді, Лука Барбаросса, Ірен Гранді, Джанлука Гріньяні, Джанні Тоньї, Клаудіо Бальйоні, Джорджо Ґабер, Енцо Янначчі, Марко Мазіні, Ренато Дзеро, Ерос Рамаццотті, Мікеле Дзаррілло, Паоло Конте, Роберто Веккйоні, Едоардо Беннато, Анна Окса, Васко Россі, П'єранджело Бертолі, Манго, Івано Фоссаті, Лучо Далла, Лучано Ліґабуе, Макс Пеццалі, Піно Даніеле, Фабіо Даніеле, Фабіо Конкато, Леда Баттісті, Ренді Кровфорд, Фабріціо Де Андре, Міна, Лоредана Берте, Івана Спанья, Дзуккеро, Адріано Челентано, Анджело Брандварді, Франческо Баччіні.
Леле Мелотті виступав у складі оркестру на Пісенному фестивалі «Санремо» протягом трьох сезонів (1990, 1991 і 1992 років) і протягом трьох випусків телепередачі «Io canto».

## Участь у записах (вибірково)
- 1981: Paris milonga, Паоло Конте
- 1981: Fabrizio De André, Фабріціо Де Андре
- 1981: Siamo solo noi, Васко Россі
- 1981: Cicale & Company, Хізер Парізі
- 1981: Balla!, Піно Д'Анджо
- 1981: Tre rose, Массімо Бубола
- 1982: Vado al massimo, Васко Россі
- 1982: Kamikaze Rock 'n' Roll Suicide, Донателла Ретторе
- 1982: Delia Gualtiero, Делія Гвалтьєро
- 1982: Raffaella Carrà 82, Раффаелла Карра
- 1983: Bollicine, Васко Россі
- 1983: Voulez vous danser, Ricchi e Poveri
- 1983: Nell'aria, Марчелла Белла
- 1983: Far West, Донателла Ретторе
- 1983: Fiorella Mannoia, Фіорелла Манноя
- 1983: Un po' di Zucchero, Дзуккеро
- 1983: Atmosfera, Адріано Челентано
- 1983: Piccole donne, Дорі Гедзі
- 1984: Gaber, Джорджо Ґабер
- 1984: Stile libero, Джанні Тоньї
- 1984: Mediterranea, Джуні Руссо
- 1984: G.B.2, Джанні Белла
- 1984: Fabio Concato, Фабіо Конкато
- 1984: Effetto amore, Аль Бано і Роміна Павер
- 1984: Camper, Франко Сімоне
- 1984: Nel mio cielo puro, Марчелла Белла
- 1984: Quando arriverà, Іва Дзаніккі
- 1985: Cosa succede in città, Васко Россі
- 1985: A ciascuno la sua donna, Фйордалізо
- 1985: L'importante, Енцо Янначчі
- 1985: Australia, Манго
- 1985: Ritratto, Франко Сімоне
- 1985: Più in alto che c'è, Доді Баталья
- 1985: Oxa, Анна Окса
- 1985: Petra, П'єранджело Бертолі
- 1985: Per amore o per gioco, Тото Кутуньйо
- 1985: Zucchero & The Randy Jackson Band, Дзуккеро
- 1985: Segui il tuo cuore, Джанні Тоньї
- 1986: Nuovi eroi, Ерос Рамаццотті
- 1986: Il fiume, Гарбо
- 1986: Azzurra malinconia, Тото Кутуньйо
- 1986: Fiorella Mannoia, Фіорелла Манноя
- 1986: Effetti personali, Серджо Капуто
- 1986: Io e Red, Ред Канц'ян
- 1986: Giuni, Джуні Руссо
- 1987: La pubblica ottusità, Адріано Челентано
- 1987: Adesso, Манго
- 1987: C'è poesia due, Лоретта Годжі
- 1987: In certi momenti, Ерос Рамаццотті
- 1987: Mediterraneo, Тото Кутуньйо
- 1987: C'è chi dice no, Васко Россі
- 1987: Invisibile, Умберто Тоцці
- 1987: Serenata, Амедео Мінґі
- 1987: Di questi tempi, Джанні Тоньї
- 1987: Parlare con i limoni, Енцо Янначчі
- 1987: Pubblicità, Ricchi e Poveri
- 1988: Inseguendo l'aquila, Манго
- 1988: Vinti e vincitori, Аїда Купер
- 1988: Non c'è neanche il coro, Фаусто Леалі
- 1988: Blu notte, Делія Гвалтьєро
- 1988: Canzoni per parlare, Фіорелла Манноя
- 1989: Liberi liberi, Васко Россі
- 1989: Tutti i brividi del mondo, Анна Окса
- 1989: Aida, Аїда Купер
- 1989: Leali, Фаусто Леалі
- 1989: Totò, Франко Сімоне
- 1989: Sono cose che capitano, Б'яджо Антоначчі
- 1989: Il vento di Elora, Еудженіо Фінарді
- 1989: Vita, morte e miracoli, Массімо Бубола
- 1989: Di terra e di vento, Фіорелла Манноя
- 1990: Il pianoforte non è il mio forte, Франческо Баччіні
- 1990: Le nuvole, Фабріціо Де Андре
- 1990: Come i cartoni animati, Федеріко Вассалло
- 1990: Quante storie, Орнелла Ваноні
- 1990: Oracoli, П'єранджело Бертолі
- 1990: Cambio, Лучо Далла
- 1990: In ogni senso, Ерос Рамаццотті
- 1990: Un cielo che non sai, Франко Фазано
- 1990: Los chicos no lloran, Мігель Бозе
- 1990: Amada mia, Катеріна Казеллі
- 1990: Giovani Jovanotti, Джованотті
- 1991: Il portico di Dio, Фйордалізо
- 1991: Cavoli amari, Гатто Панчері
- 1991: Guarda la fotografia, Енцо Янначчі
- 1991: Malinconoia, Марко Мазіна
- 1991: Se lo sapevo, Франческо Сальві
- 1991: Live at the Kremlin, Дзуккеро
- 1992: Stella nascente, Орнелла Ваноні
- 1992: La voce magica della luna, Ірен Фарго
- 1992: C'hanno preso tutto, Самуеле Берзані
- 1992: I treni a vapore, Фіорелла Манноя
- 1992: Tempo al tempo, Франко Фазано
- 1992: Singoli, Джанні Тоньї
- 1992: Io ci sarò, Фйордалізо
- 1992: Lato latino, Даніло Амеріо
- 1992: In viaggio, Фабіо Конкато
- 1992: Come l'acqua, Манго
- 1992: Italia d'oro, П'єранджело Бертолі
- 1992: Francesca Alotta, Франческа Алотта
- 1993: Ufficialmente dispersi, Лоредана Берте
- 1993: Giorgio Conte, Джорджо Конте
- 1993: Che Dio ti benedica, Піно Даніеле
- 1993: Gli anni miei, П'єранджело Бертолі
- 1993: Labirinti del cuore, Ірен Фарго
- 1993: Succede a chi ci crede, Гатто Панчері
- 1993: Bambolina, Лука Мадонія
- 1993: Alba argentina, Роззана Казале
- 1993: Gli spari sopra, Васко Россі
- 1993: Edmonda canta Edmonda — Le mille voci dell'amore (Roma Paris New York), Едмонда Альдіні
- 1993: Ragazze, Паола Турчі
- 1993: Sogno, Андреа Мінгарді
- 1994: Gente comune, Фіорелла Манноя
- 1994: Cantautori 2, Анна Окса
- 1994: Danilo Amerio, Даніло Амеріо
- 1994: A che ora è la fine del mondo?, Лучано Ліґабуе
- 1994: La musica che mi gira intorno, Міа Мартіні
- 1994: Non siamo eroi, Лігея
- 1994: Dove mi porta il cuore, Джіджі Д'Алессіо
- 1994: L'imperfetto, Ренато Дзеро
- 1994: King Kong Paoli, Джино Паолі
- 1995: Le ragazze fanno grandi sogni, Едоардо Беннато
- 1995: Destinazione Paradiso, Джанлука Гріньяні
- 1995: Siamo nati liberi, Массімо Ді Катальдо
- 1995: Il cielo della vergine, Марко Мазіні
- 1995: Venti d'amore, Франко Сімоне
- 1995: Sulle tracce dell'imperfetto, Ренато Дзеро
- 1995: Una sgommata e via, Паола Турчі
- 1995: Non calpestare i fiori nel deserto, Піно Даніеле
- 1995: Passo dopo passo, Джіджі Д'Алессіо
- 1995: In vacanza da una vita, Ірен Гранді
- 1996: Cremona, Міна
- 1996: Anime, Массімо Ді Катальдо
- 1996: Silvia Salemi, Сільвія Салемі
- 1996: Impara a dire no, Лігея
- 1996: Arrivano gli uomini, Адріано Челентано
- 1997: Un pettirosso da combattimento, Лоредана Берте
- 1997: El bandolero stanco, Роберто Веккйоні
- 1997: Rock, Васко Россі
- 1997: Belle speranze, Фіорелла Манноя
- 1997: Stellina, Гатто Панчері
- 1997: Angoli di vita, П'єранджело Бертолі
- 1997: L'angelo, Сірія
- 1997: Oltre le nuvole, Паола Турчі
- 1997: Mariadele, Маріадель
- 1998: Yes I Know My Way, Піно Даніеле
- 1998: Notti, guai e libertà, Патті Право
- 1998: Decenni, Амедео Мінґі
- 1998: Amore dopo amore, Ренато Дзеро
- 1998: Pomodori, Джино Паолі
- 1998: Il dito e la luna, Анджело Брангварді
- 1999: Sogna ragazzo sogna, Роберто Веккйоні
- 1999: Ancora in volo, Аль Бано
- 1999: Portami con te, Джіджі Д'Алессіо
- 1999: Il giorno perfetto, Джанлука Гріньяні
- 1999: Senza pietà, Анна Окса
- 1999: Cercasi amore] Гатто Панчері
- 1999: Parla col cuore, Ricchi e Poveri
- 1999: Io non so parlar d'amore, Адріано Челентано
- 1999: Amore dopo amore, tour dopo tour, Ренато Дзеро
- 1999: Volare — My favorite italian songs, Аль Бано
- 2000: Tutti gli zeri del mondo , Ренато Дзеро
- 2000: Mi basta il paradiso, Паола Турчі
- 2000: Max Gazzè, Макс Гадзе
- 2000: Quando la mia vita cambierà, Джіджі Д'Алессіо
- 2000: Esco di rado e parlo ancora meno, Адріано Челентано
- 2001: Come gli aeroplani, Енцо Янначчі
- 2001: Geometrie del cuore, Марко Феррадіні
- 2001: Ferro battuto, Франко Баттіато
- 2001: Il profumo del mare, Джанні Белла
- 2001: Medina, Піно Даніеле
- 2001: Un sogno nelle mani, Паоло Менегудзі
- 2001: Fragile, Фіорелла Манноя
- 2001: La curva dell'angelo, Ренато Дзеро
- 2001: La nostra canzone, Івана Спанья
- 2002: Il lanciatore di coltelli, Роберто Веккйоні
- 2002: Se, Джино Паолі
- 2002: Alexia, Алексія
- 2002: 301 guerre fa, П'єранджело Бертолі
- 2003: Cattura, Ренато Дзеро
- 2003: Lampo viaggiatore, Івано Фоссаті
- 2003: Attimo x attimo, Анна Татанджело
- 2003: Elsa, Ельза Ліла
- 2004: Eros Roma live, Ерос Рамаццотті
- 2004: A chi si ama veramente, Джанні Моранді
- 2005: Il re del niente, Джанлука Гріньяні
- 2005: Un mondo perfetto, Дольченера
- 2005: Quanti amori, Джіджі Д'Алессіо
- 2005: Il dono, Ренато Дзеро
- 2005: Uomo bastardo, Марчелла Белла
- 2005: Babybertè, Лоредана Берте
- 2006: Il tempo migliore, Джанні Моранді
- 2006: Renatissimo, Ренато Дзеро
- 2006: Bau, Міна
- 2006: Tu, l'amore e il sesso, Леда Баттісті
- 2006: L'altalena, Нікі Ніколаї
- 2006: L'ultimo amore, Маріо Апічелла
- 2006: Made in Italy, Джіджі Д'Алессіо
- 2007: Mi faccio in quattro, Джіджі Д'Алессіо
- 2007: Una bellissima ragazza, Орнелла Ваноні
- 2007: Dormi amore, la situazione non è buona, Адріано Челентано
- 2007: Forever per sempre, Марчелла Белла і Джанні Белла
- 2007: Mai dire mai, Анна Татанджело
- 2007: Todavía, Міна
- 2008: Cammina nel sole, Джанлука Гріньяні
- 2008: Ti rincontrerò, Марко Карта
- 2008: Malika Ayane, Маліка Аяне
- 2008: Il mondo che vorrei, Васко Россі
- 2008: Questo sono io, Джіджі Д'Алессіо
- 2009: Prova a prendermi, Маріо Барнья
- 2009: Manifesto abusivo, Самуеле Берзані
- 2009: Stupida, Алессандра Аморозо
- 2009: Facile, Міна
- 2009: Presente, Ренато Дзеро
- 2009: Ho imparato a sognare, Фіорелла Манноя
- 2010: Grovigli, Маліка Аяне
- 2010: Segreto amore, Ренато Дзеро
- 2010: Caramella, Міна
- 2010: Di me, Лука Наполітано
- 2011: Unici al mondo, Мікеле Дзаррілло
- 2011: Senza titolo, Лука Карбоні
- 2011: Chiamami ancora amore, Роберто Веккйоні
- 2011: Piccolino, Міна
- 2011: Puro spirito, Ренато Дзеро
- 2011: Così è se mi pare, Анджело Брангварді
- 2012: Sud, Фіорелла Манноя
- 2012: Noi, Ерос Рамаццотті
- 2012: Ottantotto, Tazenda
- 2013: Canta Sanremo, Аль Бано
- 2013: Spirits of the Western Sky, Джастін Гайвард
- 2013: Amo — Capitolo I, Ренато Дзеро
- 2013: Max 20, Макс Пеццалі
- 2013: Amo — Capitolo II, Ренато Дзеро
- 2013: Meticci, Орнелла Ваноні
- 2014: Minoranza rumorosa, Даніло Сакко
- 2014: Selfie, Міна
- 2014: A volte esagero, Джанлука Гріньяні
- 2014: Libere, Дебора Йурато
- 2015: Bianco e nero, Б'янка Атдзеї
- 2015: Dov'è andata la musica, Додо Баталья і Томмі Еммануель
- 2015: Libera, Анна Татанджело
- 2016: Alt, Ренато Дзеро
- 2017: Zerovskij, Ренато Дзеро
- 2018: Maeba, Міна
- 2018: Ogni volta che è Natale, Раффаелла Карра
- 2018: Alt in Tour, Ренато Дзеро
- 2018: Paradiso, Міна
- 2020: Zero Settanta, Ренато Дзеро
- 2020: Kyrie — singolo, Анджело Брангварді
- 2021: Antìstasis dei Tazenda